# Hemilissopsis fernandezae
Hemilissopsis fernandezae là một loài bọ cánh cứng trong họ Cerambycidae.